# ادوارد پپر
ادوارد پپر (انگلیسی: Edward Pepper; ۲ نوامبر ۱۸۷۹ – ۱ ژانویهٔ ۱۹۶۰) ژیمناست هنری اهل بریتانیا بود.